# کامینن موست (استان پومرانی غربی)
کامینن موست (به لهستانی:  Kamienny Most) یک روستا در لهستان است که در گمینا خوچیول واقع شده‌است.
 کامینن موست  ۲۳۲ نفر جمعیت دارد.